# Andrija Gerić
Andrija Gerić (Андрија Герић) est un joueur serbe de volley-ball né le 24 janvier 1977 à Novi Sad (Serbie). Il mesure 2,03 m et joue central. Il totalise 261 sélections en équipe de Serbie.

## Clubs
| Club               | Pays           | De        | À         |
| ------------------ | -------------- | --------- | --------- |
| Vojvodina Novi Sad | RF Yougoslavie | 1993-1994 | 1998-1999 |
| Gabeca Pallavolo   | Italie         | 1999-2000 | 2000-2001 |
| AS Volley Lube     | Italie         | 2001-2002 | 2001-2002 |
| Top Volley Latina  | Italie         | 2002-2003 | 2002-2003 |
| AS Volley Lube     | Italie         | 2003-2004 | …         |

## Palmarès
- Jeux olympiques (1)
  - Vainqueur : 2000
- Championnat d'Europe (1)
  - Vainqueur : 2001
- Championnat d'Italie (1)
  - Vainqueur : 2006
- Championnat de Serbie-et-Monténégro (ou assimilé) (6)
  - Vainqueur : 1994, 1995, 1996, 1997, 1998, 1999
- Coupe de Serbie-et-Monténégro (ou assimilée) (4)
  - Vainqueur : 1994, 1995, 1996, 1998
- Ligue des champions (1)
  - Vainqueur : 2002
- Coupe de la CEV (1)
  - Vainqueur : 2006